# 2020年國家影評人協會獎
第55屆國家影評人協會獎（The 55th National Society of Film Critics Awards）是由國家影評人協會於2021年1月9日頒發，以茲獎勵2020年電影的獎項。

## 獲獎名單

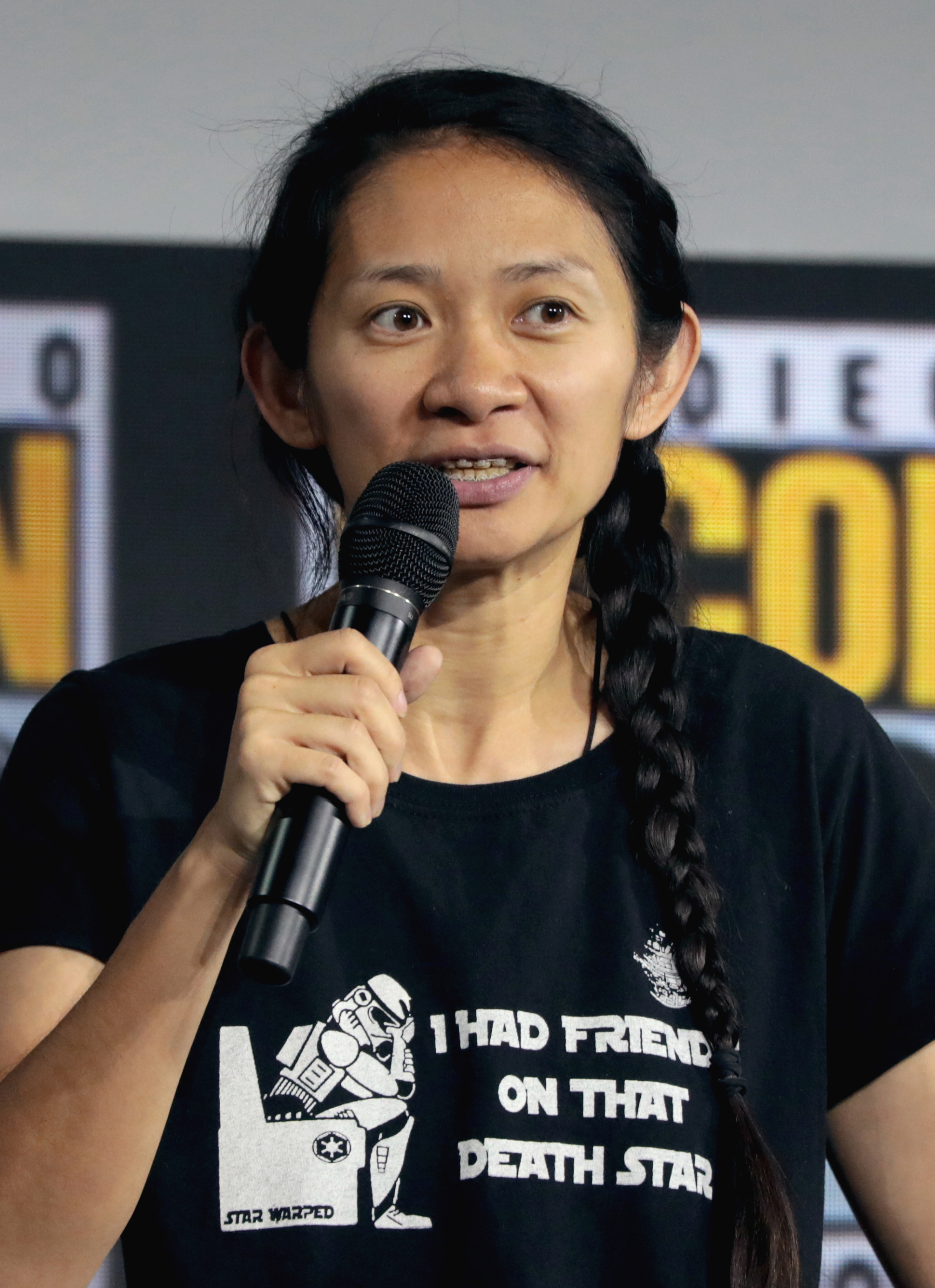
最佳導演：趙婷

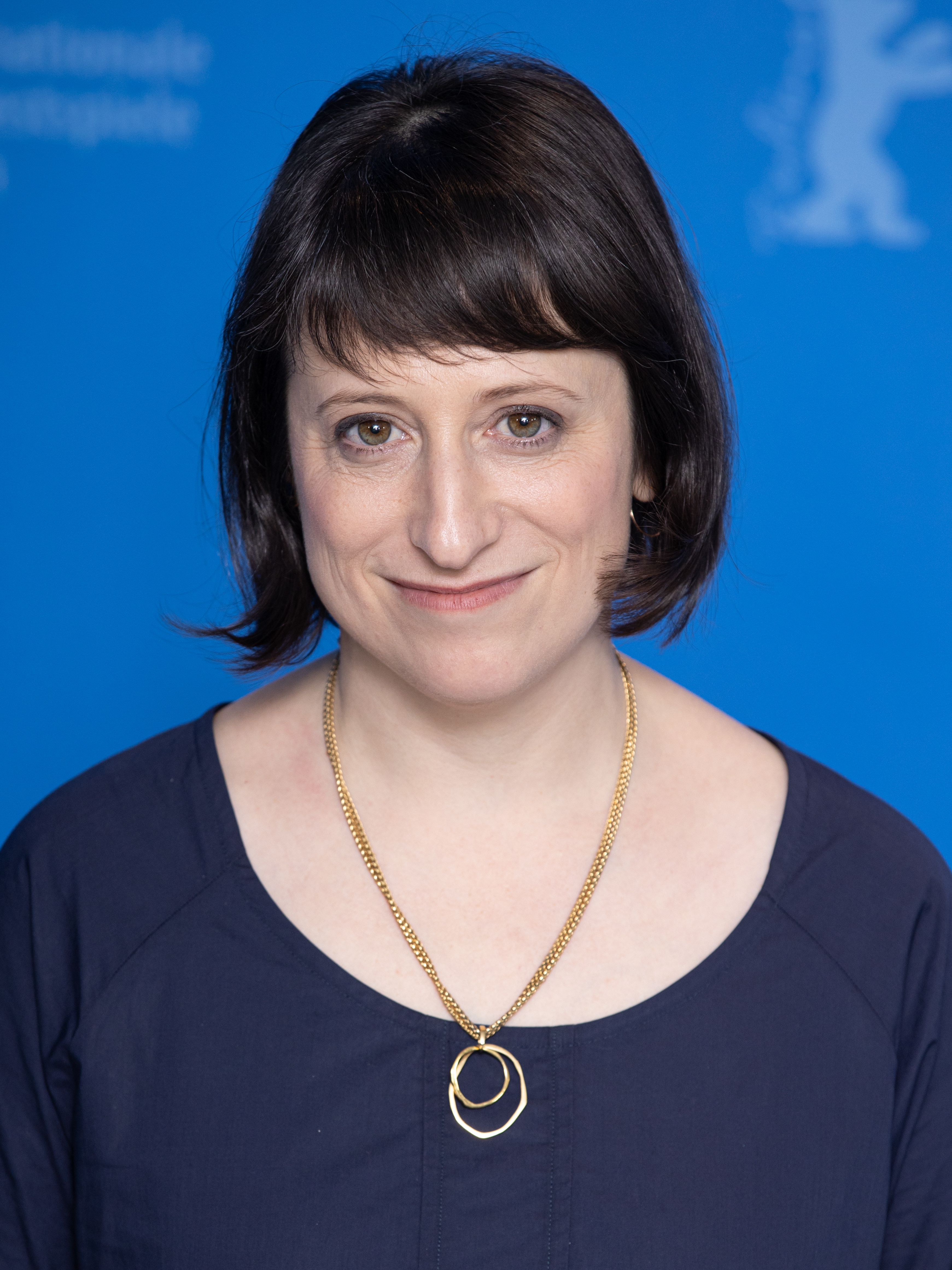
最佳劇本：伊萊莎·希特曼

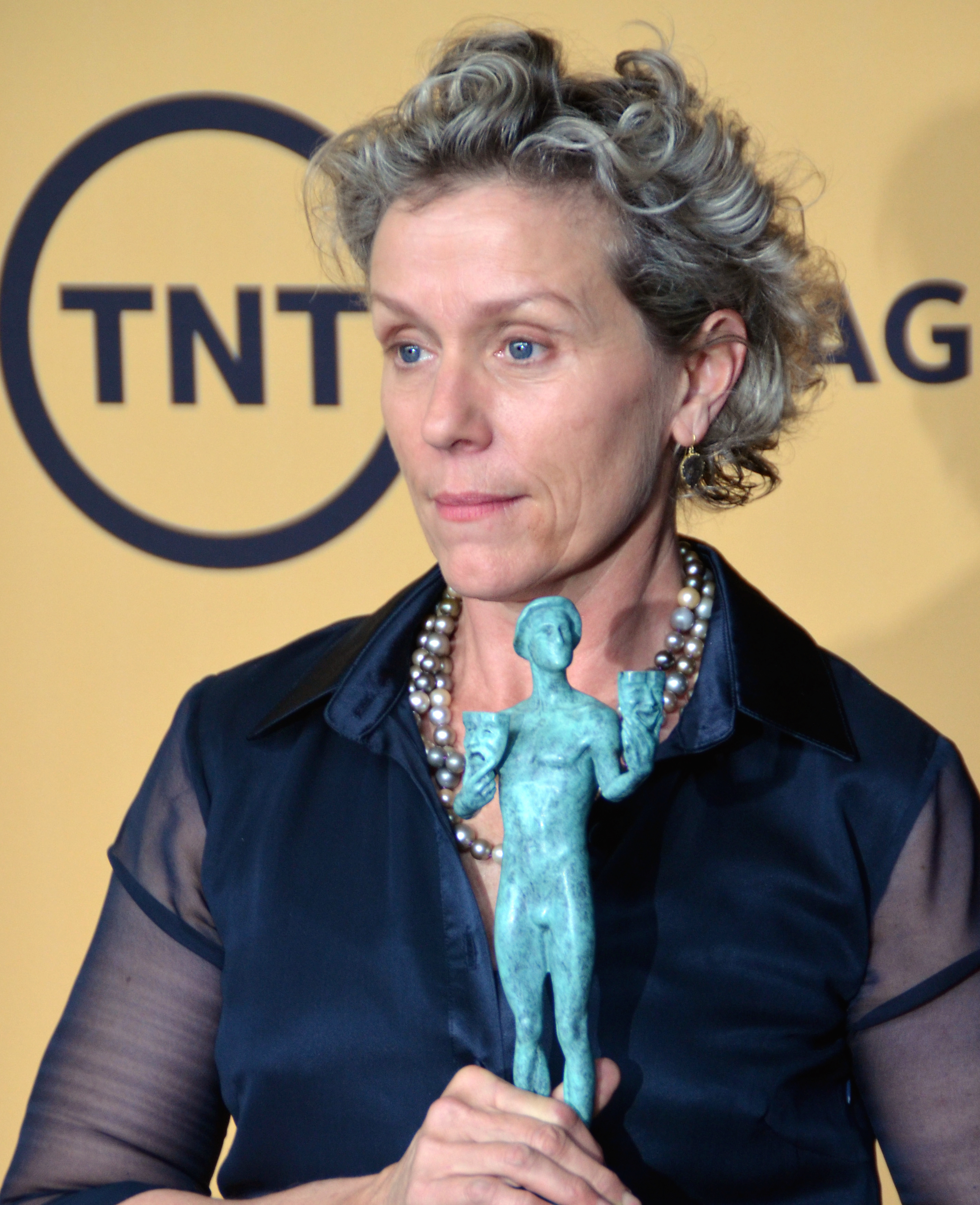
最佳女主角：法蘭絲·麥杜雯

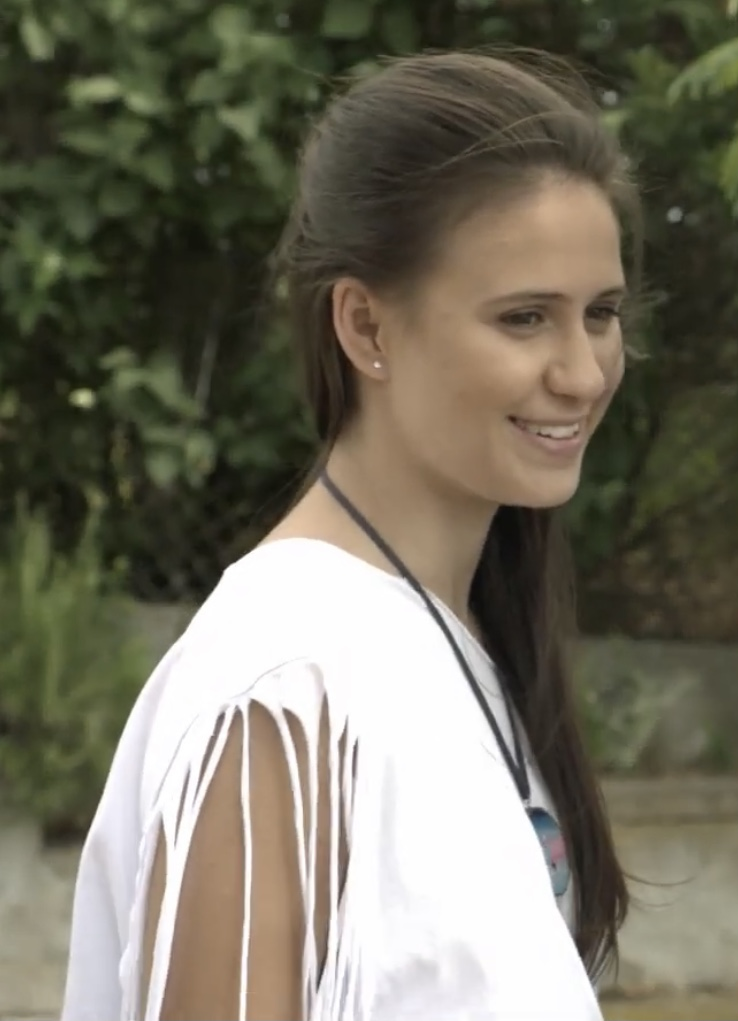
最佳女配角：瑪麗亞·巴卡洛娃

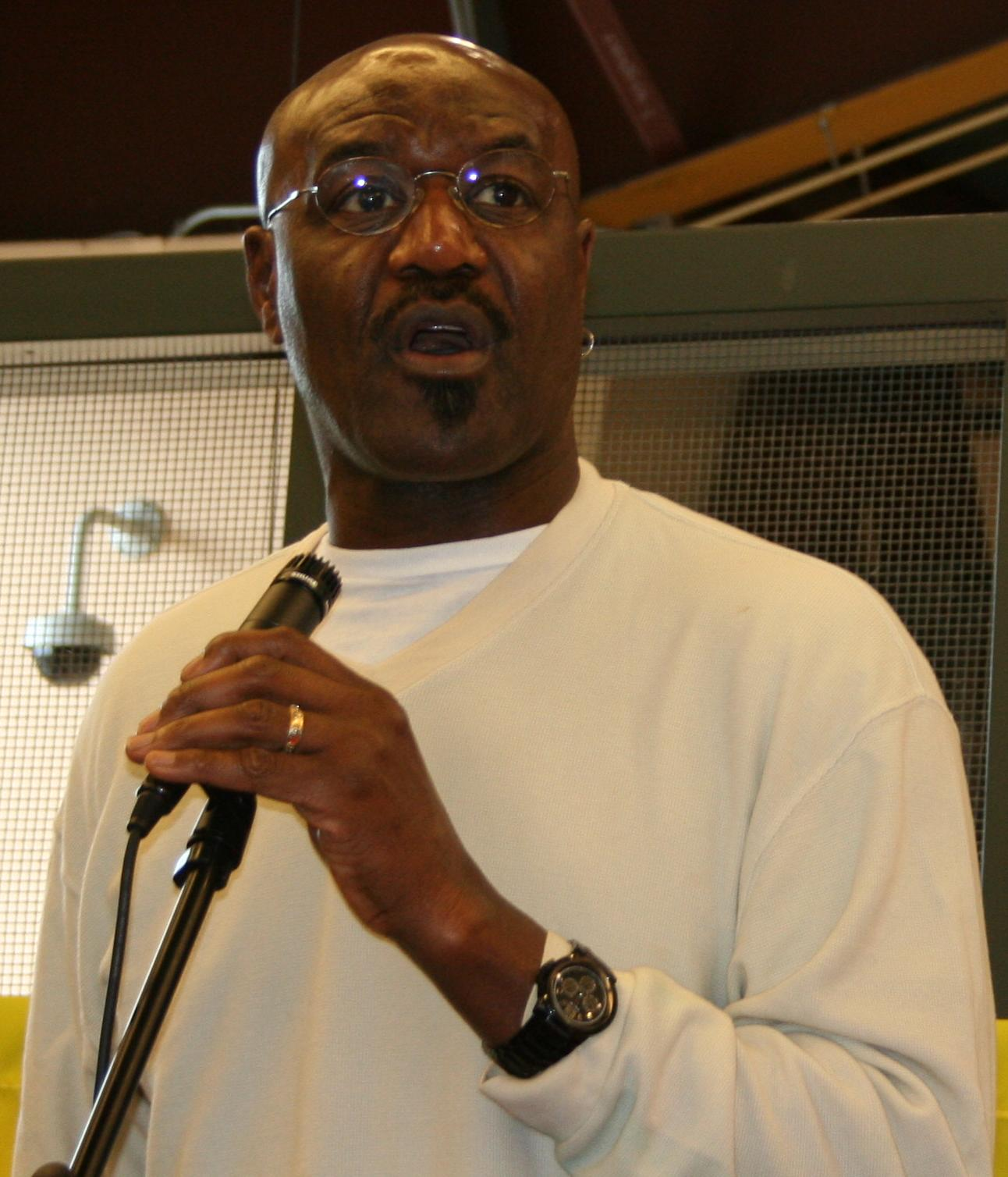
最佳男主角：戴洛依·林多

### 最佳影片
1. 《游牧人生》（52點）
2. 《深夜裡的美味祕方（英语：First Cow）》（50點）
3. 《從不，很少，有時，總是》（41點）

### 最佳導演
1. 《游牧人生》趙婷（58點）
2. 《小斧頭（英语：Small Axe (anthology)）》史提夫·麥昆（41點）
3. 《深夜裡的美味祕方（英语：First Cow）》凱莉·萊卡特（30點）

### 最佳劇本
1. 《從不，很少，有時，總是》伊萊莎·希特曼（38點）
2. 《深夜裡的美味祕方（英语：First Cow）》喬·雷蒙（英语：Jonathan Raymond）、凱莉·萊卡特（35點）
3. 《我想結束這一切（英语：I'm Thinking of Ending Things）》查理·卡夫曼（29點）

### 最佳外語片
1. 《一場大火之後》（38點）
2. 《裂愛》／《殺戮荒村（英语：Bacurau）》（36點）

### 最佳非劇情電影
1. （46點）
2. 《波士頓市政廳（英语：City Hall (2020 film)）》（28點）
3. 《一場大火之後》（22點）

### 最佳攝影
1. 《游牧人生》喬舒亞·詹姆斯·理查茲（Joshua James Richards）（47點）
2. 《情人搖滾（英语：Lovers Rock (2020 film)）》夏畢耶·基西納（Shabier Kirchner）（41點）
3. 《夢迴里斯本（英语：Vitalina Varela）》萊昂納多·西莫斯（Leonardo Simões）（34點）

### 最佳女主角
1. 《游牧人生》法蘭絲·麥杜雯（46點）
2. 《藍調天后》维奥拉·戴维斯（33點）
3. 《從不，很少，有時，總是》席妮·弗拉尼根（29點）

### 最佳女配角
1. 《芭樂特電影續集》瑪麗亞·巴卡洛娃（47點）
2. 《曼克》阿曼達·西耶弗里德（40點）
3. 《夢想之地》尹汝貞（33點）

### 最佳男主角
1. 《誓血五人組》戴洛依·林多（52點）
2. 《藍調天后》查德維克·博斯曼（47點）
3. 《金屬之聲》里兹·阿邁德（32點）

### 最佳男配角
1. 《金屬之聲》保羅·拉西（53點）
2. 《藍調天后》葛林·圖曼（英语：Glynn Turman）（36點）
3. 《誓血五人組》查德維克·博斯曼（35點）

### 電影承襲獎
- 女性拍電影（英语：Women Make Movies）：自1970年代起，持續發行由女性執導之大膽又獨特的電影，是一般的發行公司所無法企及。
- 《電影評論》：成立於1962年但曾暫時中斷發行，長期以來一直是最重要、最廣泛的美國電影雜誌。
- 麻薩諸塞州劍橋的布雷托劇院（英语：Brattle Theatre）：在美國首屈一指的劇院中，自1953年以來穩定地放映藝術電影，並維持每日兩部電影的傳統。

## 外部連結
- 官方网站